# Манастир Стјеник
Манастир Стјеник, је мушки манастир манастир СПЦ Епархије жичке и налази а под планином Јелицом, испод брда Стјеник, у селу Бањица недалеко од Чачка. Крсна слава и сабор манастира је Ивандан. Представља непокретно културно добро као споменик културе
По предању манастир су подигла браћа Мрњавчевићи пре Маричке битке (1371.год.), у којој су погинули. Посвећен је рођењу Св. Јована Крститеља. Садашњи храм саграђен је 1802. године, на молбу чачанских и пожешких кметова упућену београдском везиру, да обнови стари који је изгорео. Подигнута црква је скромних димензија и архитектуре, скоро без икаквих украса.
У манастиру се чувају мошти Св. Јована Стјеничког, кога су Турци посекли 1462. године. У близини, испод велике стене (у којој се налазе пећине које су, претпоставља се, служиле као испоснице, јер читаво подручје има дугу монашку традицију), избија јако врело. Народ верује да је врло лековито. Старешине манастира Стјеника били су: Јулијана Бајић (1906—2002) и садашњи игуман Пајсије Шљивић од 2002. до данас.